# Fácula

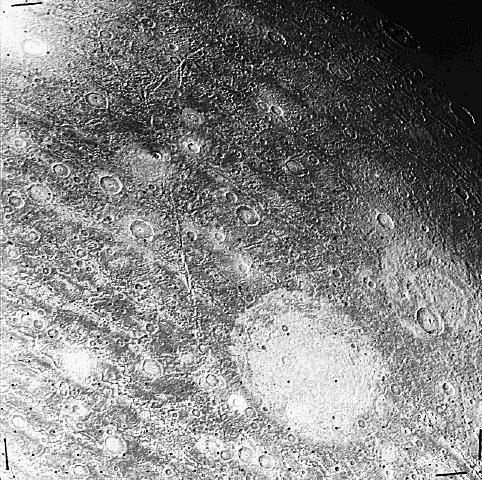
A mancha mais clara é uma fácula, em Ganímedes.

Fáculas são literalmente "manchas brilhantes". São utilizadas na nomenclatura planetária para nomear certas características planetárias e de satélites. Em Mercúrio elas são mais de 150 depósitos de material variando de dezenas a milhares de quilômetros de largura, cuja cor levou os pesquisadores a inicialmente apelidá-los de “manchas vermelhas”.
Fáculas solares são um fenômenos de superfície no Sol, manchas brilhantes que formam-se nos vales entre grânulos, produzidos por concentrações de linhas de campo magnético.